# Xcaret
Xcaret (pronunciado [ʃkaˈɾet], /shkarét/), antiguamente Polé, fue una importante ciudad comercial de la cultura maya antes de la llegada de los conquistadores españoles en el siglo XVIII. Actualmente es un parque temático ecológico situado en la Riviera Maya, a 5 km al sur de Playa del Carmen y a 75 km al sur de Cancún, en el estado de Quintana Roo, México. Para la civilización maya este sitio fue un importante puerto y centro mercantil y en el cual aún pueden apreciarse vestigios arqueológicos.

## Toponimia
"Xcaret" significa en maya pequeña caleta, pues cuenta con una ensenada de extraordinaria belleza. La ubicación geográficamente conveniente de esta caleta la hizo atractiva para los mayas, quienes construyeron ahí un puerto y centro mercantil. Su antiguo nombre era 'Polé', derivado de la raíz p'ol, que significa mercadería y trato de comerciantes.

## Historia
Las investigaciones del Instituto Nacional de Antropología e Historia (INAH) en Xcaret revelan que los primeros asentamientos datan del clásico temprano (200 a 600 d. C.), aunque la mayoría de las construcciones se realizaron en el posclásico tardío (1200 a 1550 d. C.). Estas edificaciones se extienden a lo largo de la costa por varios kilómetros y se encuentran ligadas por muros de limitación residencial. De hecho, Xcaret fue un puerto amurallado, como Tulum, pero a diferencia de éste, la muralla cerraba el acceso marítimo, lo que indica que era susceptible de ataques por mar.
Los informes del INAH detallan que en el Chilam Balam y en relación con la mítica peregrinación de los Itzáes, se le menciona como uno de los puntos del viaje, lo que pudiera reforzar la idea de su funcionamiento como puerto de embarque. Otra prueba de su relevancia económica y política es la mención de las ligas matrimoniales establecidas entre los linajes de Polé y Cozumel. Xcaret fue además el punto de partida hacia la isla de Cozumel, a donde los mayas peregrinaban para adorar a Ix Chel, diosa de la fertilidad y de la luna.

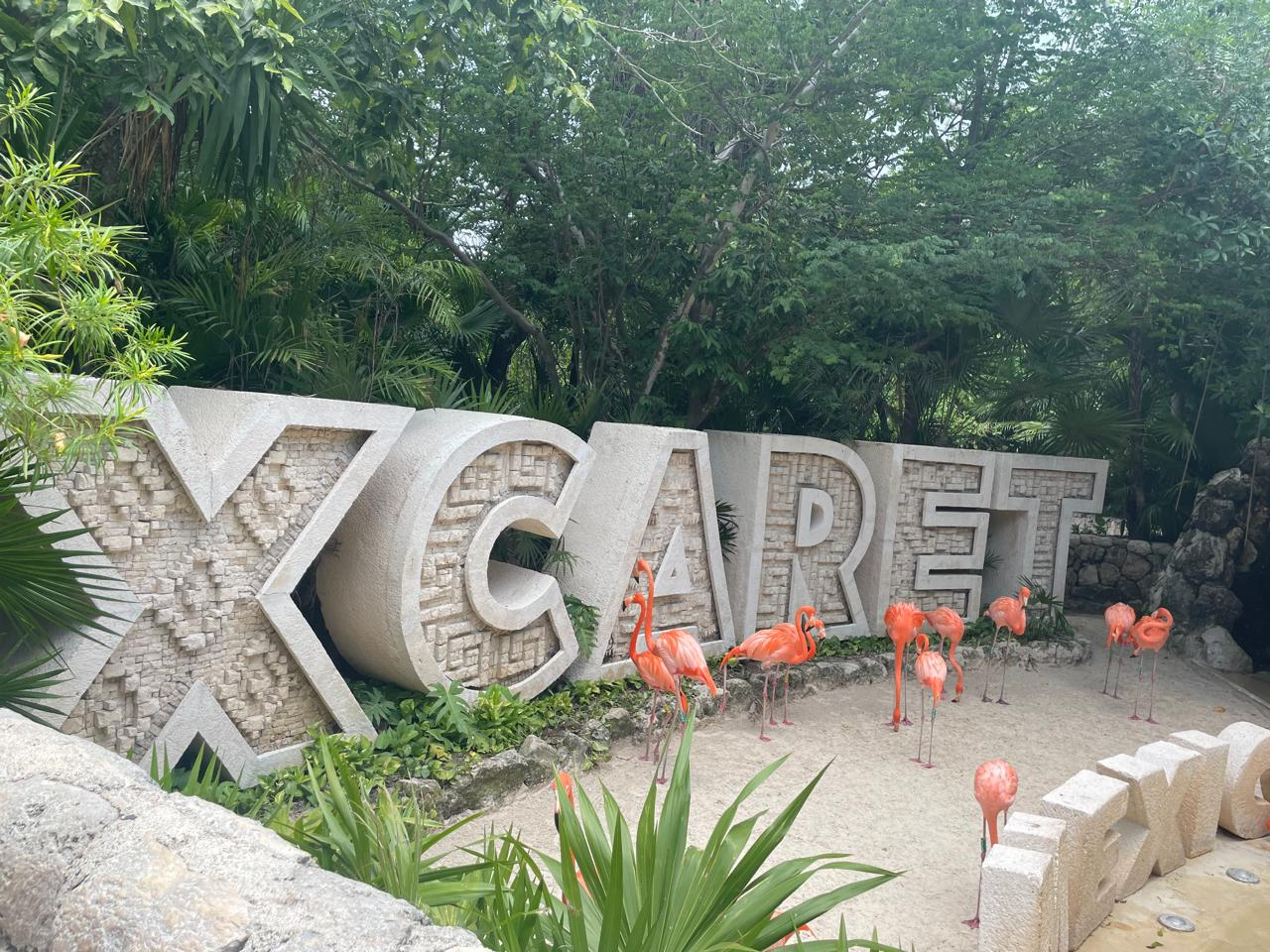
Xcaret

El lado oriental de la península de Yucatán fue el último en ser invadido por los españoles. Durante la tercera etapa o campaña (1540-1547) llegaron a Xcaret, que pertenecía al cacicazgo de Ekab, y era el punto de embarque hacia la isla de Cuzamil (Cozumel). Una gran parte de la población de Ekab confirmó la aceptación del dominio español y la alianza se cimentó exitosamente. Sin embargo, el rumor de que Francisco de Montejo, el sobrino se había ahogado durante el trayecto, provocó una rebelión en Saci, capital de los cupules.

## Arquitectura
La arquitectura de Xcaret pertenece al estilo "Costa Oriental", que se caracteriza por la ornamentación con pintura en las fachadas, entablamientos, dinteles remetidos, jambas y muros interiores de los templos. Al igual que numerosos sitios arqueológicos de la cultura maya, varios edificios de Xcaret estuvieron recubiertos de estuco tanto al exterior como al interior. El color rojo fue el predominante de este destacado puerto, según estudios del Instituto de Investigaciones Estéticas de la Universidad Nacional Autónoma de México.

## Parque ecológico
En 1984 el arquitecto Miguel Quintana Pali y el doctor Ignacio Bernal Hurtado compraron cinco hectáreas de terreno en el municipio de Solidaridad, Quintana Roo, para su proyecto privado . Al comenzar la limpieza del terreno, descubrieron cenotes y ríos subterráneos de gran belleza. Así que cambiaron de idea y se aliaron con los hermanos Oscar, Marcos y Carlos Constandse para desarrollar la idea del parque que finalmente abrió sus puertas en diciembre de 1990.
La administración del parque Xcaret subsidió la investigación a cargo del Instituto Nacional de Antropología e Historia, para reconstruir los vestigios de pirámides y edificios mayas encontrados en la zona y que hoy forman parte de la identidad del parque. Simultáneamente, se estructuraron programas de conservación de la flora y fauna de la región, principalmente de la tortuga marina, especie en peligro de extinción. 
En las 80 hectáreas que conforman a Xcaret se han desarrollado diversas actividades ecoturísticas y culturales, con el fin de dar a conocer a los visitantes la riqueza natural y la diversidad cultural de México. En la actualidad, el parque es uno de los atractivos turísticos más visitados de la Riviera Maya.

## Naturaleza
El privilegiado entorno de Xcaret es un refugio natural para muchas especies de la región. El parque ha desarrollado espacios que permite a los visitantes apreciar a cada especie sin alejar a éstas de su hábitat natural.

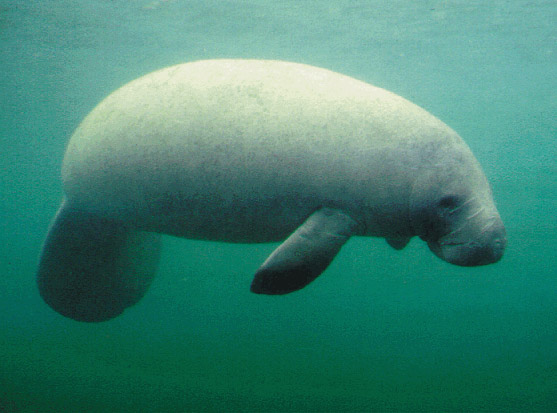
Un manatí del Caribe (Trichechus manatus).

El Acuario de arrecife de coral exhibe la biodiversidad de los jardines multicolores submarinos del Caribe mexicano. En el acuario se han establecido con éxito más de 300 corales en las estructuras arrecifales artificiales, gracias al sistema de bombeo permanente sin filtro de agua de mar que permite la libre entrada de plancton directamente a los estanques de exhibición, así como de larvas de esponjas, corales, moluscos y algas, que originan un proceso de colonización natural. La exhibición marina en el acuario de Xcaret incluye más de cinco mil organismos.
Por otra parte, Xcaret, en coordinación con la Secretaría de Medio Ambiente y Recursos Naturales (SEMARNAT), el Instituto Nacional de la Pesca (INP) y el Instituto Nacional de Ecología (INE) protege a las dos especies que anidan en las playas de Quintana Roo: la tortuga blanca (Chelonia mydas) y la caguama (Caretta caretta).  
Durante la temporada de anidación, en los meses de verano, Xcaret establece campamentos tortugueros y patrulla 100 km de litoral, vigilando los nidos y protegiéndolos de posibles depredadores. Después de 60 días, las tortuguitas rompen su cascarón. Algunas son enviadas al parque para ser integradas al Programa de Conservación. Ahí, las crías son marcadas por medio de una técnica de autoinjerto que permite identificarlas cuando regresen a anidar, 25 años más tarde, y conocer sus rutas migratorias. 
Xcaret cuenta además con una laguna donde habitan manatíes, una especie en peligro de extinción; además con aviario, un mariposario, cueva de murciélagos, invernadero de orquídeas y de bromelias, granja de hongos, isla de jaguares, rincón de venados, entre otros. También pueden apreciarse flamencos, monos araña, monos saraguatos, tapires y cocodrilos.

## Cultura
Una de las actividades principales del parque es la promoción de la riqueza cultural de México. Para este fin cuenta con un programa de eventos que se realizan todos los días. Entre ellos destaca la celebración 'México Espectacular'. Dividido en dos partes, este espectáculo es un recorrido por la historia y lo más destacado del folclore mexicano. 
La primera parte del espectáculo describe vívidamente el México Precolombino e incluye una interpretación del ancestral juego de pelota prehispánico, practicado en más de 500 campos en Mesoamérica. La segunda es un mosaico de bailables y estampas de distintas regiones del país: Yucatán, Oaxaca, Tabasco, Veracruz, Michoacán, Jalisco, entre otros. 
El sonoro zapateo, la picardía del cortejo y de las historias de amor, la alegría de los mariachis y la audacia de los charros que exhiben a caballo las suertes del floreo trasladan a los espectadores a los diferentes estados de México.
Además, Xcaret cuenta con la reproducción de un pueblo maya y un cementerio maya, donde se realiza el festival de vida y muerte a principios de noviembre. Otros eventos culturales son la fiesta charra, el ritual de los voladores de Papantla y el desfile de trajes típicos.   
Durante el mes de mayo, en Xcaret se realiza también la travesía sagrada maya, una representación de la peregrinación que los mayas realizaban de la antigua Polé (hoy Xcaret) a Cuzamil (Cozumel) para consultar el oráculo y adorar a Ix Chel. Esta representación busca ser lo más cercana a la que originalmente realizaban los mayas; por ello, los participantes cruzan en grupos de 4 personas en balsas muy sencillas usando remos de madera y vistiendo ropas alegorícas a la época. Si el clima es favorable les toma alrededor de 4 horas cruzar de Xcaret a Cozumel. Para poder participar, los interesados se inscriben con varios meses de anticipación y deben acudir a un entrenamiento que los prepara para el esfuerzo físico que implica el trayecto. En Xcaret se encuentra también la representación de una hacienda henequenera, una típica construcción de la Península de Yucatán, así como una cava donde se encuentra una exclusiva colección de vinos mexicanos.

## Actividades
Playas del Caribe mexicano, senderos en la selva, ríos subterráneos, jardines de arrecifes, pozas naturales y cenotes conforman los escenarios donde el turista puede realizar desde caminatas y recorridos temáticos, hasta recorridos con snorkel hasta nado con tiburones, nado con delfines, snuba, sea trek; o bien, vivir la experiencia del temazcal.
También existe la experiencia Xcaret de Noche, donde se realizan múltiples shows y actividades en horario nocturno, agregando una variante con mayor predominio de luces, música y baile. El show "México Espectacular" posee un juego de pelotas de caucho en llamas siendo manipuladas por los artistas. El baile folklórico de Xcaret muestra diversos bailes tradicionales de distintos lugares de México como la Danza de los Viejitos de Michoacán, Flor de Piña de Oaxaca, entre muchos otros.

### Parque temático
Desde su fundación, en 1990, y debido a su privilegiado entorno natural, Xcaret ha desarrollado diversos programas para la conservación y reproducción de flora y fauna típica del sureste mexicano, como las tortugas marinas, el manatí, los monos araña, el venado, etc. Entre sus instalaciones se encuentra el primer mariposario de México y el Acuario de Arrecife de Coral, uno de los pocos sitios en el mundo donde se puede apreciar estructuras arrecifales en su hábitat natural.[cita requerida]
Como parque temático, Xcaret se caracteriza por mostrar los aspectos naturales y culturales más representativos de México. Además de que se pueden realizar diversas actividades acuáticas en sus cenotes, ríos subterráneos, laguna y playa, pueden apreciarse tradiciones del pueblo maya y estampas del folclor mexicano.[cita requerida]